# 30大道車站
30大道車站（英語：30th Avenue station），又稱「30大道-格蘭大道車站」（英語：30th Avenue–Grand Avenue station），是紐約地鐵BMT阿斯托利亞線的一個慢車地鐵站，位於皇后區阿斯托利亞30大道及31街交界，設有N線（任何時候停站）、W線（僅平日停站）列車服務。

## 歷史
此站在1917年2月1日連同阿斯托利亞線一同啟用，起初是IRT的路線，現為IRT法拉盛線的皇后區線分支，列車來往大中央至阿斯托利亞。1917年7月23日，由IRT第二大道線分支的高架鐵路皇后區大橋啟用。當時所有往皇后區廣場的高架列車使用阿斯托利亞線，而所有地鐵列車使用可樂娜線，後來改為梅花間竹地往不同支線開行列車。此站在1923年4月8日起開始有BMT使用高架列車作接駁。
1949年10月17日，阿斯托利亞線成為只有BMT的路線，因為皇后區廣場車站的軌道已經固定，阿斯托利亞線的月台更被削走以容許BMT列車在上營運。起初服務由平日運行的「布萊頓慢車」（BMT 1）以及任何時段運行的「百老匯-第四大道慢車」（BMT 2）提供。

### 車站翻新
此站月台與阿斯托利亞線其餘6個車站在1950年延長至610英尺（190）以容許10節列車:23。總花費86.3萬美元。路線的訊號需要修改以考慮延長的月台:633, 729。
在2015－2019年MTA資金計劃，車站與其他三十個紐約地鐵車站進行翻新，並關閉幾個月。更新內容包括蜂窩服務、Wi-Fi、充電站、改善指示牌、改善車站燈光。第二批次的翻新合約包括30大道、百老匯、36大道以及39大道車站在2017年4月14日批出予斯堪卡。此站與36大道在2017年1月23日關閉了將近8個月。30大道和36大道車站關閉引發了鄰近這些車站生意損失的爭議。車站在2018年6月22日重開。2018年7月，MTA再批出30大道和36大道車站的額外月台和橫樑的維修合約，並在車站重開後進行。

## 車站結構
| P 月台層 | 側式月台，右側開門 | 側式月台，右側開門                                              |
| P 月台層 | 南行慢車           | ← 往康尼島-斯提威爾大道 (百老匯) ← 平日往白廳街-南碼頭 (百老匯) |
| P 月台層 | 尖峰快車           | ← 無定期服務                                                    |
| P 月台層 | 北行慢車           | → (平日) 往阿斯托利亞-迪特馬斯林蔭路 (阿斯托利亞林蔭路) →       |
| P 月台層 | 側式月台，右側開門 |                                                                 |
| M        | 夾層               | 往出入口、閘機、MetroCard自動售票機                             |
| G        | 街道層             | 出入口                                                          |

此高架車站在1917年2月1日啟用。此站設有兩個側式月台和三條軌道。中央軌道不營運，但2002年前曾有定期列車行駛。
月台南端較狹窄。月台兩端包括全高的網狀屏風，而月台中央部分則有玻璃屏風和黑色金屬雨棚。2018年翻新前，兩個月台全部設有奶油色屏風，月台中央則設紅色木造雨棚。
2018年此站的車站藝術《Perasma I and II; Dappleganger》由斯提芬·威斯霍爾，由夾層的薄膜玻璃面板組成。

### 出口
此站唯一的夾層是月台中央和軌道下方的高架木造車站大堂。各月台設有一系列閘機和兩條樓梯。北側詢問處後設有下通道。兩側月台樓梯後方通道可下降至31街和30大道交界的東南角或西南角。另一側的兩條樓梯則往西北角或東北角。北行月台只限出口樓梯下降至新城大道和31街交界東南角。

## 外部連結
- 维基共享资源上的相關多媒體資源：30大道車站
- 30th Avenue entrance from Google Maps Street View（页面存档备份，存于）
- Platforms from Google Maps Street View